# Petit Samedi
Pour plus de détails, voir Fiche technique et Distribution.
Petit Samedi est un film belge réalisé par Paloma Sermon-Daï et sorti en 2020. 

## Fiche technique
- Titre : Petit Samedi
- Réalisation : Paloma Sermon-Daï
- Scénario : Paloma Sermon-Daï
- Photographie : Frédéric Noirhomme
- Son : Thomas Grimm-Landsberg et Fabrice Osinski
- Montage :  Lenka Fillnerova
- Société de production : Michigan Films
- Pays de production :  Belgique
- Durée : 75 minutes
- Dates de sortie :
  - Allemagne : février 2020[1]
  - Belgique : 20 octobre 2020[2]
  - France : 7 juin 2023[3]

## Distribution
- Damien Samedi
- Ysma Sermon-Daï

## Distinctions

### Sélections
- Berlinale 2020
- Festival international du film francophone de Namur 2020
- Docudays UA (Kiev) 2021
- Festival International du Film de Santé - ImagéSanté (Liège) 2021

### Récompenses
- Grand prix du jury Diagonales au Festival Premiers Plans d'Angers 2021[4]
- Magritte du meilleur long métrage documentaire 2022[5]